# Фелигара (Павија)
Фелигара је насеље у Италији у округу Павија, региону Ломбардија.
Према процени из 2011. у насељу је живело 93 становника. Насеље се налази на надморској висини од 913 м.